# Euleia heraclei

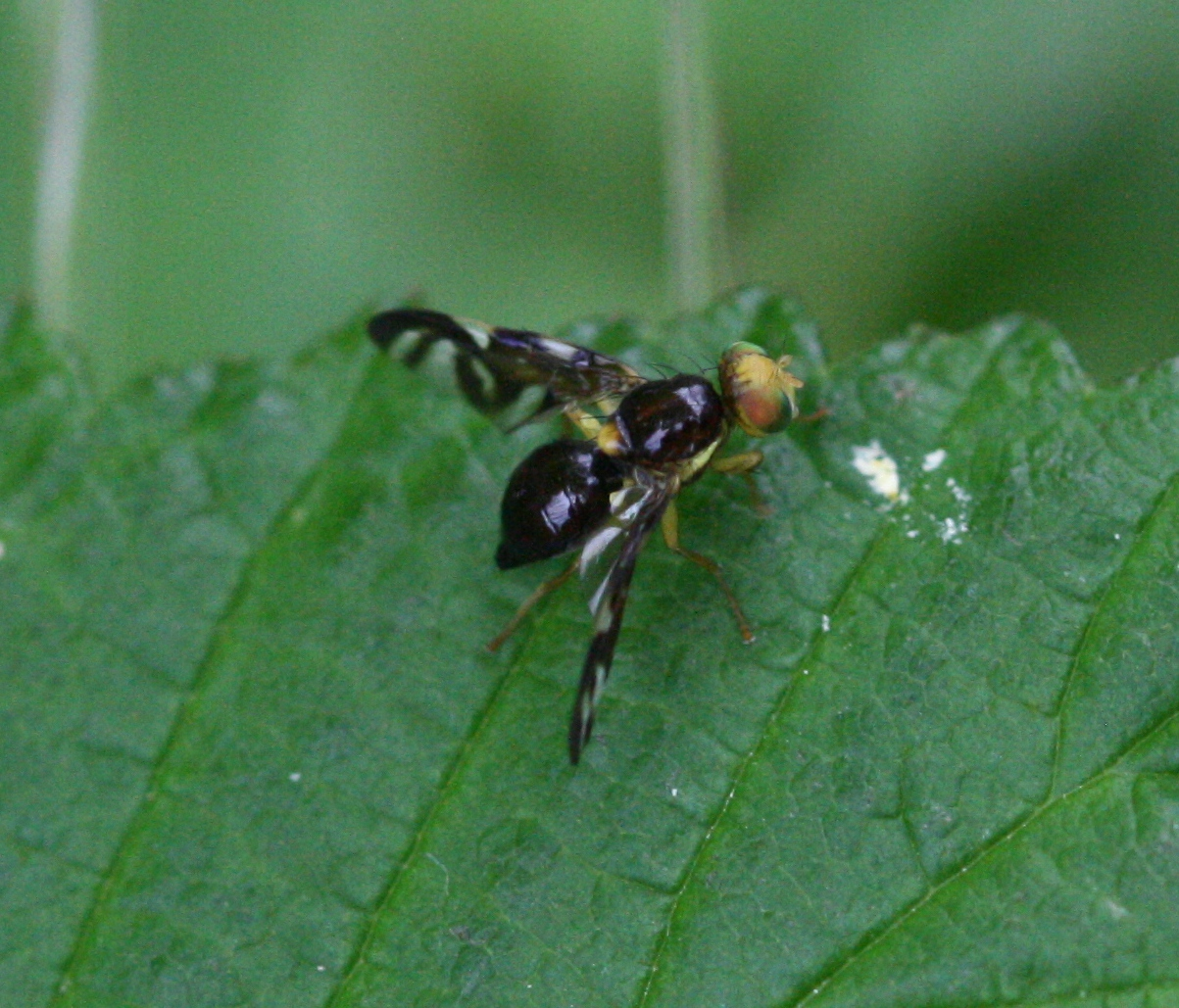
Wintergeneration

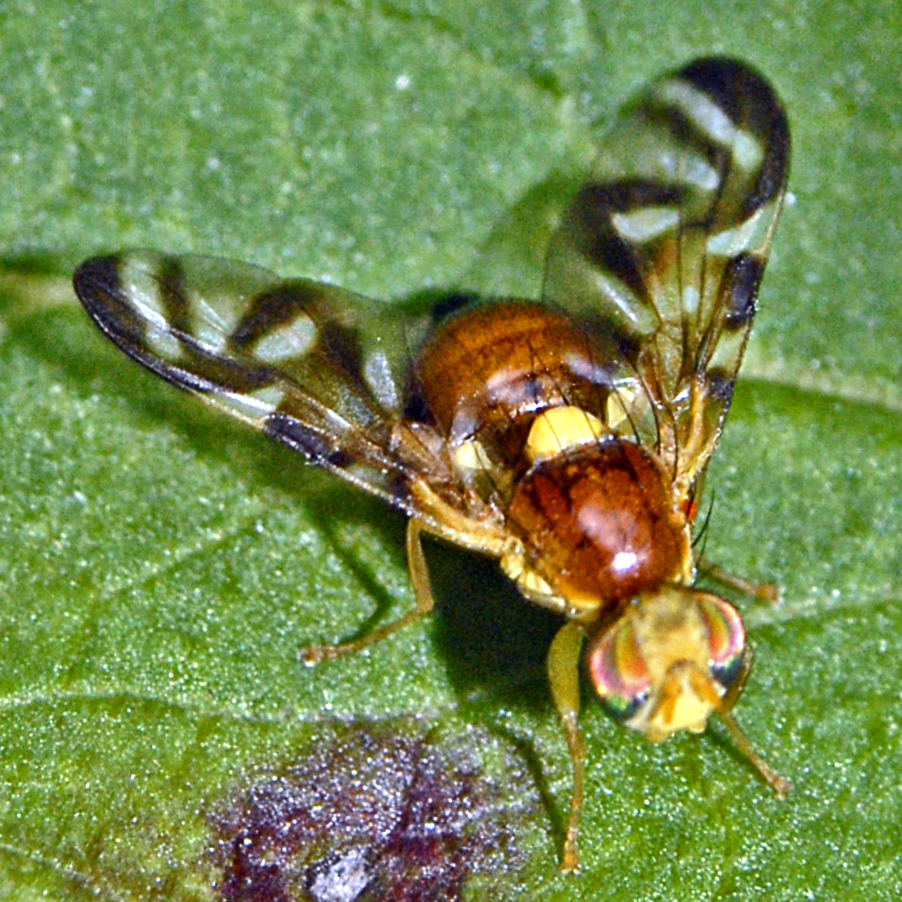
Sommergeneration

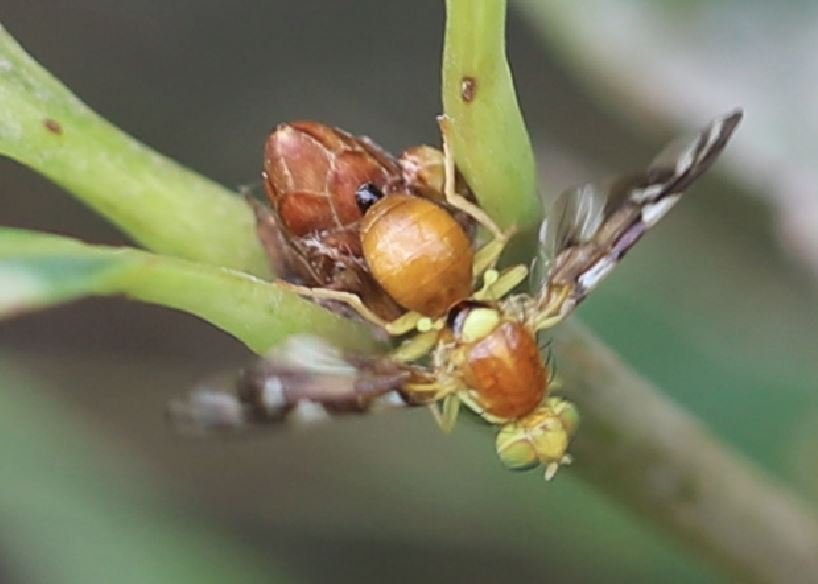
Das schwarze Post-Scutellum erkennbar

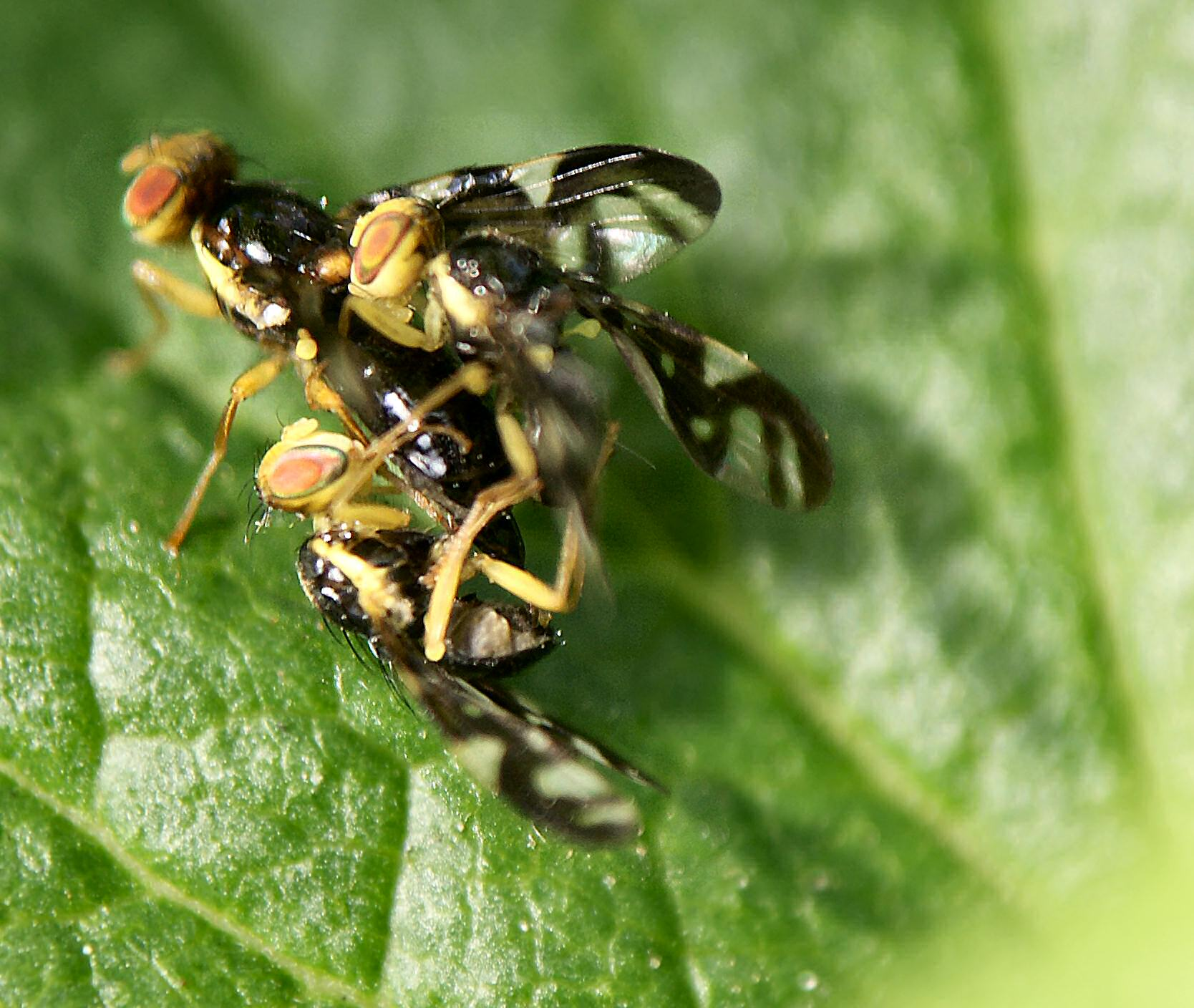
Paarung

Euleia heraclei, auch als Selleriefliege bekannt, ist eine Fliege aus der Familie der Bohrfliegen (Tephritidae).

## Merkmale
Die Fliegen erreichen eine Körperlänge von 4,0 bis 6,0 Millimetern. Sie besitzen ein artspezifisches Muster schwarzer Binden auf ihren Flügeln. Kopf und Beine sind gelb, die Facettenaugen schimmern grünlich. Das Gesicht trägt eine erhabene Längsrippe. Die Seiten des Mesonotums tragen weißliche Längsstreifen. Das Postscutellum ist schwarz. Die Färbung von Thorax, Schildchen (Scutellum) und Hinterleib hängt von der Jahreszeit ab. Bei der im Frühjahr fliegenden Wintergeneration sind Thorax und Hinterleib schwarz, das Schildchen gelb. Bei den Imagines der Sommergeneration sind Thorax und Hinterleib gewöhnlich orangefarben, das Schildchen gelb. Es gibt offenbar auch Mischformen, bei welchen Thorax und Hinterleib dunkelrot sind und das Schildchen schwarz. Die Weibchen weisen im Gegensatz zu den Männchen einen kurzen schwarzen Legebohrer auf.
Die weißen Larven erreichen eine Länge von 8 mm.

## Verbreitung
Euleia heraclei kommt in weiten Teilen Europa vor. Auf den Britischen Inseln ist die Art ebenfalls vertreten. Im Süden reicht das Vorkommen bis nach Nordafrika, im Osten über den Nahen Osten bis nach Zentralasien.

## Lebensweise
Euleia heraclei ist eine bivoltine Art, das heißt, sie bildet zwei Generationen im Jahr. Die Imagines der Wintergeneration erscheinen Anfang Mai. Nach der Paarung findet die Eiablage an den Wirtspflanzen statt. Die Larven schlüpfen nach etwa einer Woche. Anschließend minieren sie in den Blättern verschiedener Doldenblütler, wie Bärenklau (Heracleum), Pastinaken (Pastinaca) oder Wasserschierlingen (Cicuta). Dabei verursachen sie breitflächige gelbbraun gefärbte Blattminen. Üblicherweise teilen sich mehrere Larven eine Mine. Nach ungefähr einem Monat verlassen die Larven die Mine, um sich im Boden in einer Tiefe von etwa 5 cm zu verpuppen. Ab Juli erscheinen die Imagines der Sommergeneration. Man kann diese bis in den September hinein beobachten. Die Larven der Wintergeneration entwickeln sich in den Monaten September und Oktober. Die Überwinterung findet im Erdreich in Tiefen von etwa 10 cm statt.
Gelegentlich treten die Bohrfliegen in der Landwirtschaft als Schädlinge auf, insbesondere an Sellerie und an Pastinaken.

## Parasitoide
Als Parasitoide werden zwei Erzwespen-Arten aus der Familie der Pteromalidae genannt: Halticoptera smaragdina und Sphaeripalpus fuscipes.